# Ащисай (Мугалжарський район)
Ащиса́й (каз. Ащысай) — село у складі Мугалжарського району Актюбінської області Казахстану. Адміністративний центр Ащисайського сільського округу.
Населення — 350 осіб (2021; 472 у 2009, 996 у 1999, 1201 у 1989).